# Ryojius japonicus
Ryojius japonicus là một loài nhện trong họ Linyphiidae.
Loài này thuộc chi Ryojius. Ryojius japonicus được miêu tả năm 2001 bởi Kendo Saito & Ono.